# Гленвуд (Альберта)
Гленвуд (англ. Glenwood) — село в Канаді, у провінції Альберта, у складі муніципального району Кардстон.

## Населення
За даними перепису 2016 року, село нараховувало 316 осіб, показавши зростання на 10,1%, порівняно з 2011-м роком. Середня густина населення становила 229,9 осіб/км².
З офіційних мов обидвома одночасно володіли 5 жителів, тільки англійською — 310. Усього 20 осіб вважали рідною мовою не одну з офіційних, з них 15 — одну з корінних мов.
Працездатне населення становило 150 осіб (60% усього населення), рівень безробіття — 10% (11,8% серед чоловіків та 15,4% серед жінок). 80% осіб були найманими працівниками, а 23,3% — самозайнятими.
Середній дохід на особу становив $42 257 (медіана $26 048), при цьому для чоловіків — $45 213, а для жінок $38 638 (медіани — $37 760 та $21 696 відповідно).
20% мешканців мали закінчену шкільну освіту, не мали закінченої шкільної освіти — 18%, 62% мали післяшкільну освіту, з яких 9,7% мали диплом бакалавра, або вищий.
| Статево-вікова структура населення | Статево-вікова структура населення | Статево-вікова структура населення | Статево-вікова структура населення | Статево-вікова структура населення |
| ---------------------------------- | ---------------------------------- | ---------------------------------- | ---------------------------------- | ---------------------------------- |
|                                    |                                    |                                    |                                    |                                    |
| Всього                             | Всього                             | 50,0%                              |                                    |                                    |
| 0 — 14 років                       | 0 — 14 років                       |                                    | 33,3%                              | 33,3%                              |
| 15 — 64 років                      | 15 — 64 років                      |                                    | 49,2%                              | 49,2%                              |
| 65 і більше                        | 65 і більше                        |                                    | 17,5%                              | 17,5%                              |
| 85 і більше                        | 85 і більше                        |                                    | 3,2%                               | 3,2%                               |
| Середній вік (років)               | Середній вік (років)               | 35,437,3                           | 36,3                               | 36,3                               |
| Медіана (років)                    | Медіана (років)                    | 36,035,3                           | 35,6                               | 35,6                               |
| — чоловіки — жінки                 |                                    |                                    |                                    |                                    |

| Походження мешканців:     | Походження мешканців:     | Походження мешканців: | Походження мешканців: | Походження мешканців: |
| ------------------------- | ------------------------- | --------------------- | --------------------- | --------------------- |
| Походження                |                           |                       | осіб                  | %                     |
| Корінні американці        | Корінні американці        |                       | 80                    | 21.05%                |
| Інше північноамериканське | Інше північноамериканське |                       | 65                    | 17.11%                |
| Європейське               | Європейське               |                       | 320                   | 84.21%                |
| британське                | британське                |                       | 270                   | 71.05%                |
| французьке                | французьке                |                       | 20                    | 5.26%                 |
| Карибське                 | Карибське                 |                       | 10                    | 2.63%                 |

| Зайнятість населення за галузями (за класифікацією NOC): | Зайнятість населення за галузями (за класифікацією NOC): | Зайнятість населення за галузями (за класифікацією NOC): | Зайнятість населення за галузями (за класифікацією NOC): | Зайнятість населення за галузями (за класифікацією NOC): |
| -------------------------------------------------------- | -------------------------------------------------------- | -------------------------------------------------------- | -------------------------------------------------------- | -------------------------------------------------------- |
|                                                          |                                                          |                                                          |                                                          |                                                          |
| Управління                                               | Управління                                               |                                                          | 9,7%                                                     | 9,7%                                                     |
| Бізнес, фінанси та адміністрування                       | Бізнес, фінанси та адміністрування                       |                                                          | 16,1%                                                    | 16,1%                                                    |
| Природничі та прикладні науки                            | Природничі та прикладні науки                            |                                                          | 6,5%                                                     | 6,5%                                                     |
| Освіта, правозахист, муніципальні та урядові служби      | Освіта, правозахист, муніципальні та урядові служби      |                                                          | 12,9%                                                    | 12,9%                                                    |
| Роздрібна торгівля та послуги                            | Роздрібна торгівля та послуги                            |                                                          | 16,1%                                                    | 16,1%                                                    |
| Гуртова торгівля, транспорт та обладнання                | Гуртова торгівля, транспорт та обладнання                |                                                          | 25,8%                                                    | 25,8%                                                    |
| Природні ресурси, сільське господарство                  | Природні ресурси, сільське господарство                  |                                                          | 6,5%                                                     | 6,5%                                                     |
| Виробництво                                              | Виробництво                                              |                                                          | 6,5%                                                     | 6,5%                                                     |

## Клімат
Середня річна температура становить 5,3°C, середня максимальна – 22,1°C, а середня мінімальна – -14,4°C. Середня річна кількість опадів – 515 мм.
| Клімат поселення                              | Клімат поселення | Клімат поселення | Клімат поселення | Клімат поселення | Клімат поселення | Клімат поселення | Клімат поселення | Клімат поселення | Клімат поселення | Клімат поселення | Клімат поселення | Клімат поселення | Клімат поселення |
| Показник                                      | Січ.             | Лют.             | Бер.             | Квіт.            | Трав.            | Черв.            | Лип.             | Серп.            | Вер.             | Жовт.            | Лист.            | Груд.            |                  |
| Середній максимум, °C                         | −0,32            | 2,62             | 6,71             | 12,20            | 17,49            | 21,20            | 21,93            | 22,06            | 17,16            | 12,13            | 4,26             | −0,01            |                  |
| Середня температура, °C                       | −7,34            | −4,4             | −0,3             | 5,18             | 10,45            | 14,17            | 16,59            | 16,72            | 11,82            | 6,80             | −1,07            | −5,34            |                  |
| Середній мінімум, °C                          | −14,36           | −11,44           | −7,33            | −1,86            | 3,43             | 7,15             | 11,26            | 11,39            | 6,48             | 1,46             | −6,4             | −10,68           |                  |
| Норма опадів, мм                              | 22               | 23               | 36               | 40               | 72               | 96               | 46               | 48               | 53               | 29               | 28               | 22               |                  |
| Середньомісячна швидкість вітру, м/с          | 4.60             | 4.20             | 4.40             | 4.40             | 4.20             | 3.90             | 3.50             | 3.40             | 3.66             | 4.20             | 4.54             | 4.60             |                  |
| Середньомісячна сонячна радіація, кДж/м²·день | 4377             | 7811             | 13065            | 17174            | 20822            | 21946            | 23709            | 20326            | 14630            | 8826             | 4687             | 3476             |                  |
| --------------------------------------------- | ---------------- | ---------------- | ---------------- | ---------------- | ---------------- | ---------------- | ---------------- | ---------------- | ---------------- | ---------------- | ---------------- | ---------------- | ---------------- |
| Джерело:                                      |                  |                  |                  |                  |                  |                  |                  |                  |                  |                  |                  |                  |                  |